# Thore Michelsen
Thore Michelsen, norveški veslač, * 10. maj 1888, † 17. maj 1980.
Michelsen je za Norveško nastopil v osmercu na Poletnih olimpijskih igrah 1920 v Antwerpnu in s tem čolnom osvojil bronasto medaljo.